# Pierre Antoine Baugier
Pierre Antoine Baugier, né le 24 février 1809 à Niort (Deux-Sèvres) et mort le 11 septembre 1863 à Sainte-Pezenne (Deux-Sèvres), est un homme politique français.

## Biographie
Maire de Niort en 1848, il est député des Deux-Sèvres de 1848 à 1849, siégeant avec la gauche modérée.

## Sources
- « Pierre Antoine Baugier », dans Adolphe Robert et Gaston Cougny, Dictionnaire des parlementaires français, Edgar Bourloton, 1889-1891 [détail de l’édition]